# Damen Verolme Rotterdam

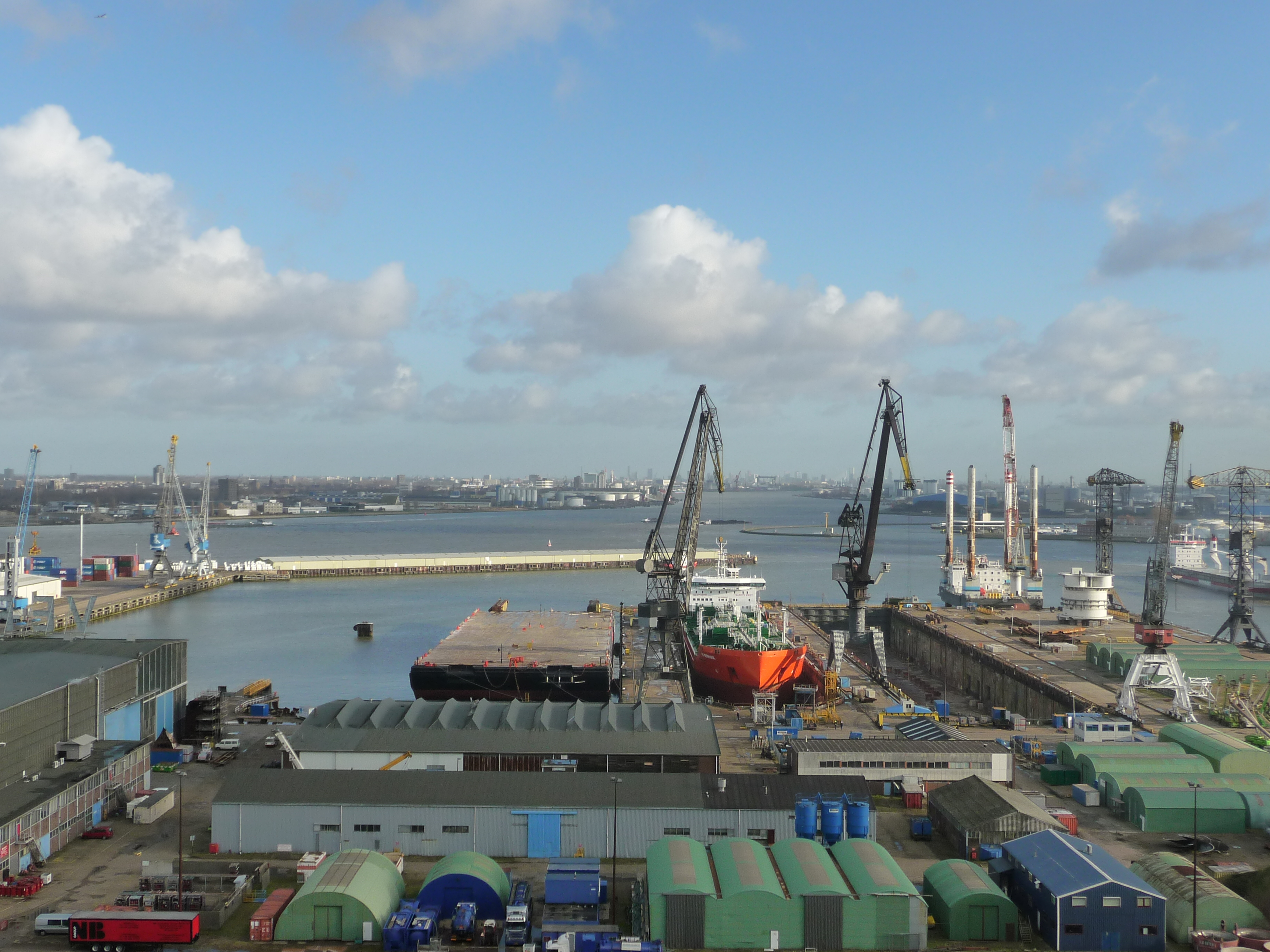
Keppel Verolme BV in Rotterdam

Damen Verolme Rotterdam BV ist eine Werft in Rotterdam, die sich auf Umbauten und Reparaturen von großen Schiffen, Bohrinseln, Rohrlegern und Schwimmkränen spezialisiert hat. Das Unternehmen gehört zur niederländischen Damen Shipyards Group.

## Gründung 1957
Gegründet wurde die Werft am 27. Juni 1957 im neuen Hafen- und Industriegebiet Botlek als Verolme Dok en Scheepsbouw Maatschappij (VDSM). In der Nähe des Meeres am seeschifftiefen Wasser des Nieuwe Waterweg (Neuer Wasserweg) gelegen, gab es keine Probleme mit dem Tiefgang großer Schiffe. Neben einem Trockendock wurden Helgen und Schwimmdocks zum Bau und zur Reparatur von Supertankern und großen Massengutschiffen eingerichtet. Bei der offiziellen Eröffnung der Verolme Dok en Scheepsbouw Maatschappij am 27. Juni 1957 zählte sie zu einer der größten und modernsten Werften in Europa. Schon im Jahr darauf, am 10. August 1958, entstand durch den Zusammenschluss mit drei weiteren Werften des niederländischen Schiffbaumagnaten Cornelis Verolme die Werftengruppe Verolme Verenigde Scheepswerven (VVSW).
1970 wurde ein riesiges Trockendock mit Abmessungen von 405 × 90 Meter gebaut, es war seinerzeit das größte Trockendock in Europa und konnte Schiffe bis zu 500.000 dwt aufnehmen. Die Esso Cambria (255.000 dwt), ein Großtanker, zählte 1970 zu den größten in den Niederlanden gebauten Schiffen. Sie wurde im Jahr 1974 von der Lepton mit 318.000 dwt übertroffen.
Auf Regierungsdruck trat der in finanzielle Schieflage geratene Mutterkonzern Verolme Verenigde Scheepswerven zum 1. Januar 1971 der Gruppe Rijn-Schelde Machinefabrieken en Scheepswerven (RSMS) bei, die daraufhin als Rijn-Schelde-Verolme Machinefabrieken en Scheepswerven (RSV) firmierte.

## Verolme Botlek BV

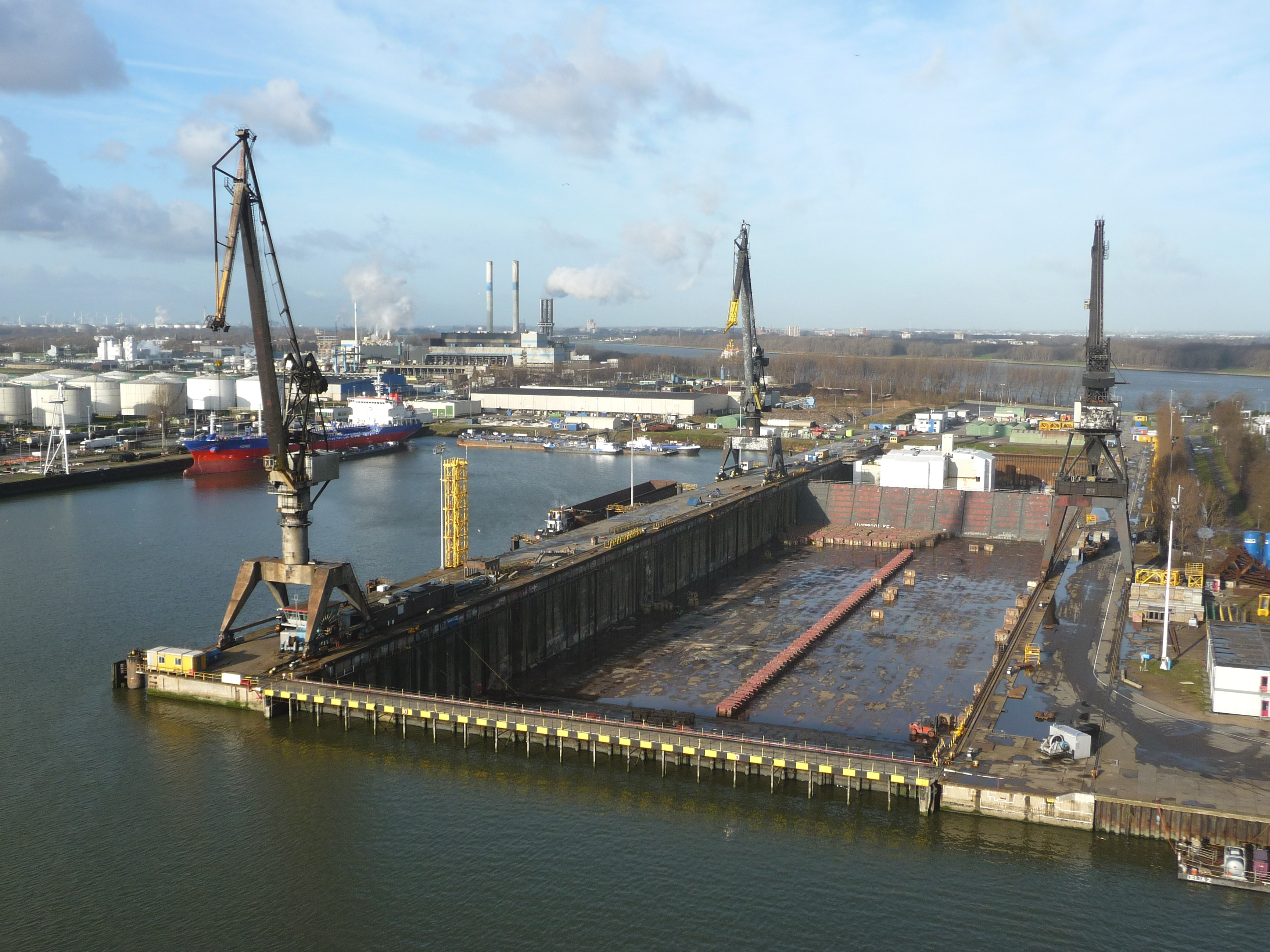
Werft Botlek, Trockendock

1981 wurde die riesige Slipanlage am Nieuwen Waterweg geschlossen, der Schiffsneubau beendet und die Werft konzentrierte sich auf die Reparatur und den Umbau von Schiffen und Offshore Plattformen. Ein gutes Beispiel ist der Kranhalbtaucher Balder. Ursprünglich als halbtauchendes Kranschiff (SSCV, Semi-Submersile Crane Vessel) von Mitsui konstruiert und gebaut, wurde es von Verolme Botlek in ein Tiefsee-Arbeitsschiff mit zusätzlichen Propulsionseinrichtungen zur dynamischen Positionierung (DP-System der Klasse III) umgebaut.
Nachdem die Rijn-Schelde-Verolme Machinefabrieken en Scheepswerven am 6. April 1983 in Konkurs gegangen war, wurde der bankrotte Konzern entflochten und einige lebensfähige Werftbetriebe weitergeführt, darunter Verolme Botlek.

## Keppel Verolme BV

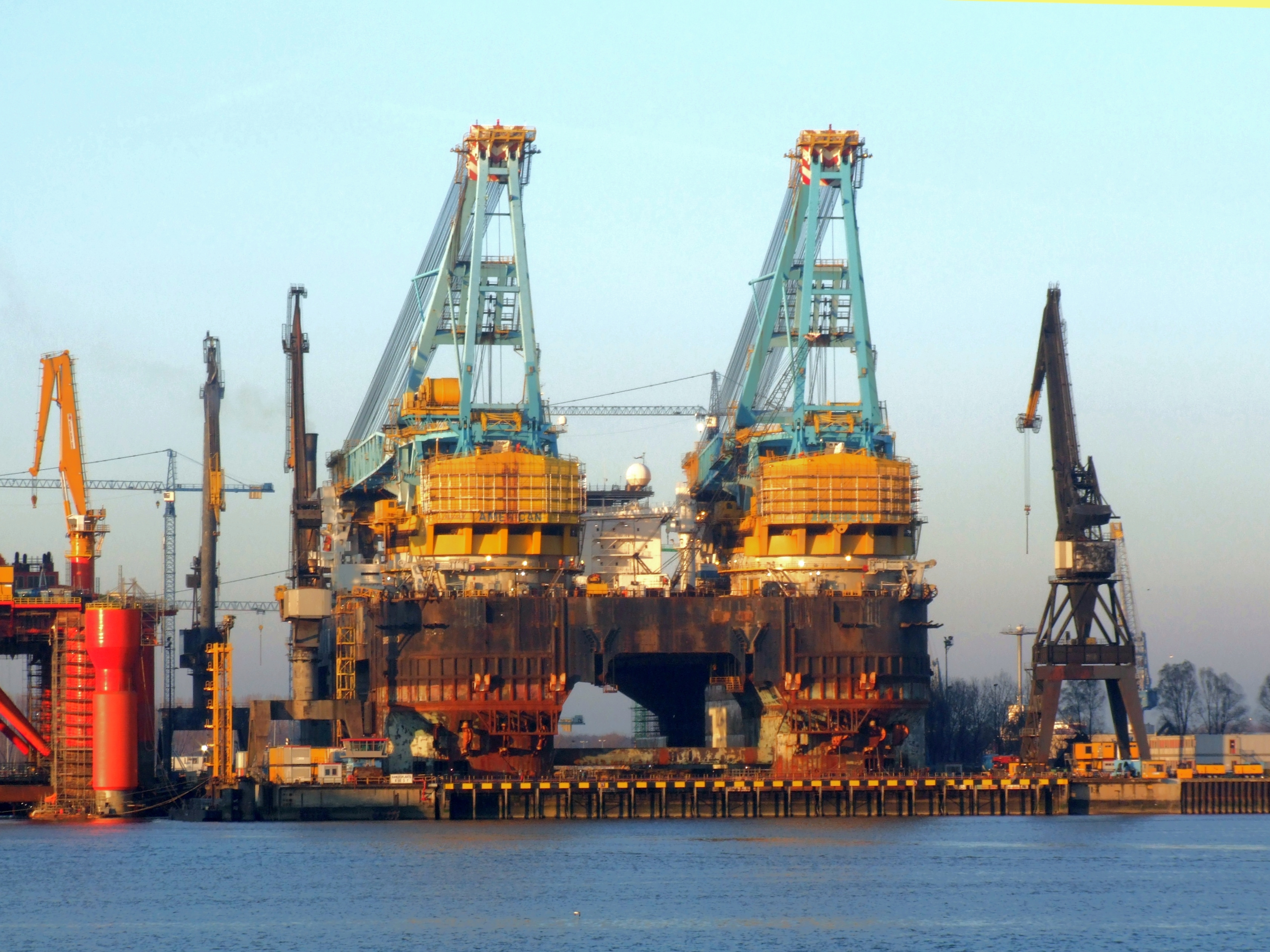
Die Saipem 7000 im Trockendock der Werft Keppel Verolme (2007)

Nach weiteren Turbulenzen in den 1980er Jahren wurde Verolme Botlek von dem Schiffbauunternehmen Keppel Corporation aus Singapur übernommen und änderte 2002 seinen Namen in Keppel Verolme BV. Heute liegt der Schwerpunkt der Werft bei Reparatur, Überholung und Umbau von großen Schiffen und schwimmenden Offshore-Anlagen, beispielsweise großen Schwimmkränen und Bohrinseln. Auch die Saipem 7000 wurde in den Wintermonaten der Jahre 1999 und 2000 in dieser Werft umgebaut, dabei wurde die dieselelektrische Energieversorgung verstärkt und ein neues System zur dynamischen Positionierung (DPS) und zusätzliche Einrichtungen für die Pipelineverlegung installiert. Das erste Mal in ihrer 20-jährigen Einsatzdauer wurde die Saipem 7000 vom Dezember 2007 bis März 2008 im Trockendock dieser Werft für Arbeiten an den Unterwasserrümpfen, den Strahlrudern, den Propellergondeln und den Ventilen des Ballastsystems trockengestellt.

## Damen Verolme Rotterdam
2017 wurde die Werft von der Damen Shipyards Group übernommen und heißt seitdem Damen Verolme Rotterdam. Im September 2023 wurde der ausgebrannte Autotransporter Fremantle Highway zu Damen Verolme geschleppt, um dort wieder fahrtüchtig gemacht zu werden.